# Amphipoea crinanensis
Amphipoea crinanensis (tên tiếng Anh: Crinan Ear) là một loài bướm đêm thuộc họ Noctuidae. Nó được tìm thấy ở Fennoscandia, Ireland, Đảo Anh, Đan Mạch, Đức, vùng Baltic và miền trung Nga.
Sải cánh dài 30–33 mm. Con trưởng thành bay từ tháng 8 đến tháng 9.
The larvae are thought to feed inside the stems của Iris pseudacorus.

## Hình ảnh

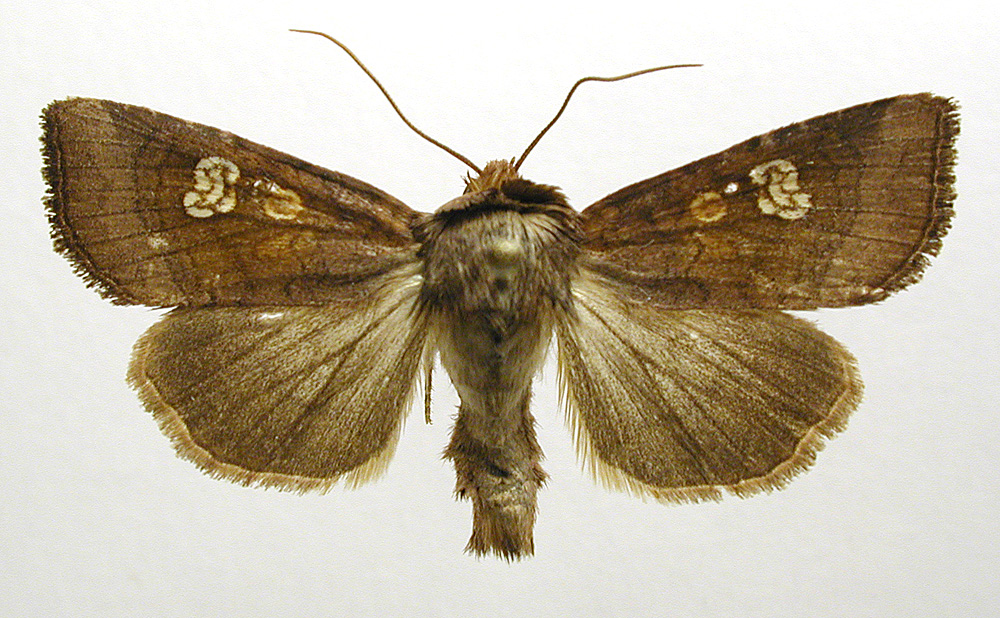
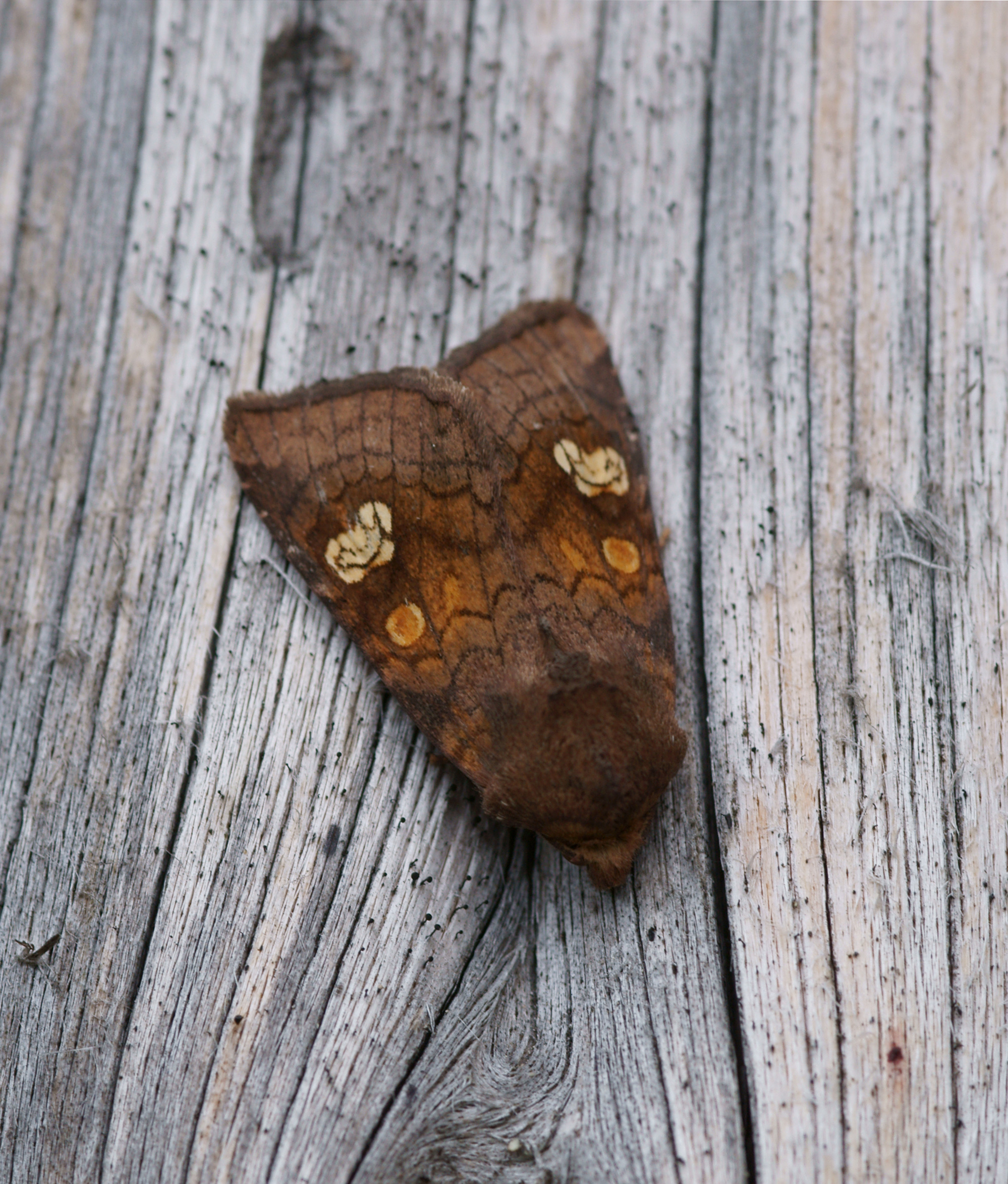
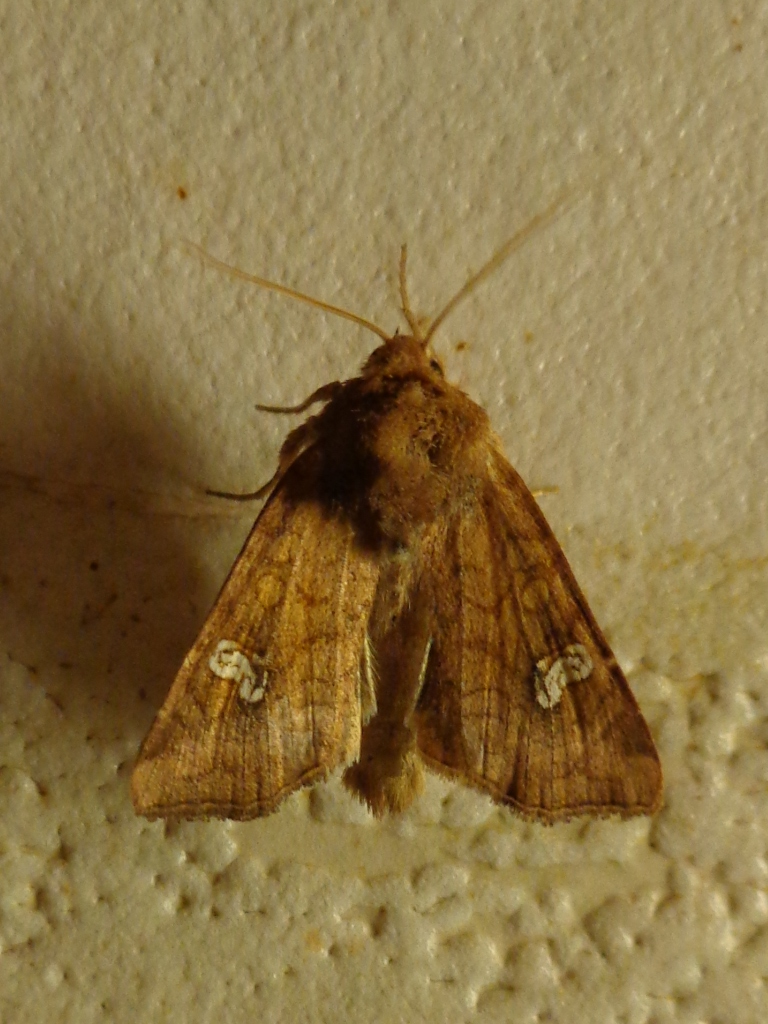